# Knut Almlöf
Karl Andres Knut Almlöf (Stoccolma, 1829 – Almnäs, 1899) è stato un attore teatrale svedese.
Figlio del celebre Nils Almlöf, fu caratterista comico, soprattutto nel ruolo di "arpagone".
Sua moglie fu l'attrice Betty Deland.